# Discographie de Tech N9ne

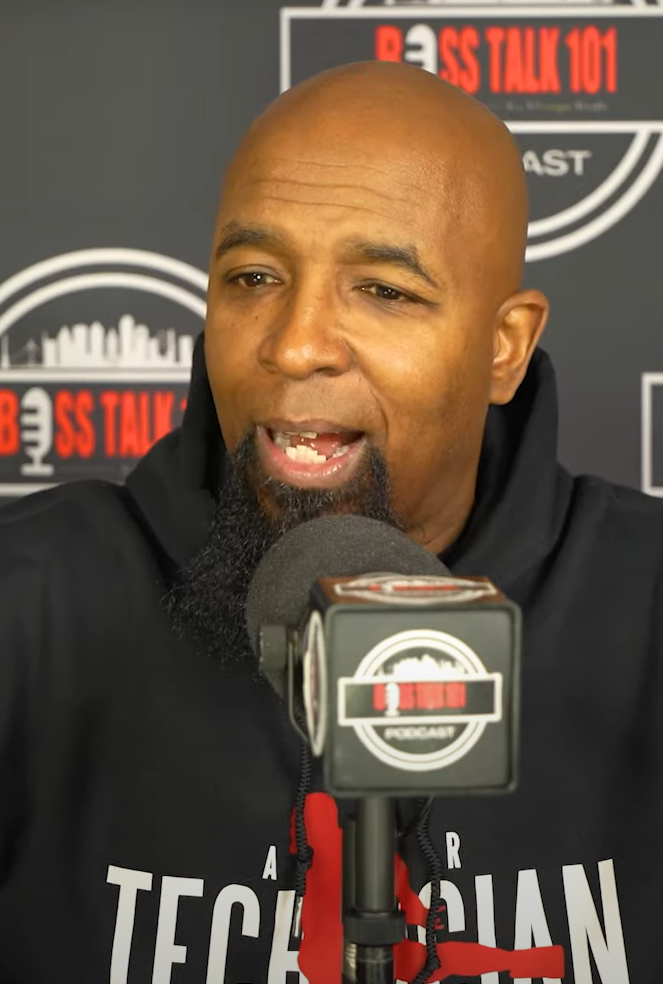
Tech N9ne en 2025

Cet article présente la discographie du rappeur Tech N9ne.

## Albums studio
- 1999 : The Calm Before the Storm
- 2000 : The Worst
- 2001 : Anghellic
- 2002 : Celcius
- 2002 : Absolute Power
- 2006 : Everready (The Religion)
- 2007 : Misery Loves Kompany
- 2008 : Killer
- 2009 : Sickology 101
- 2009 : K.O.D.
- 2010 : The Gates Mixed Plate
- 2011 : All 6's and 7's
- 2011 : Welcome to Strangeland
- 2013 : Something Else
- 2014 : Strangeulation
- 2015 : Special Effects
- 2015 : Strangeulation Vol.II
- 2016 : The Storm
- 2017 : Dominion
- 2017 : Strange Reign
- 2018 : Planet
- 2020 : Enterfear
- 2021 : Asin9ne
- 2023 : Bliss

## Albums en collaboration

### AvecK.A.B.O.S.H.
- 2011 : Amafrican Psycho[1]

## EPs
- 2010 : The Lost Scripts of K.O.D.
- 2010 : Seepage
- 2012 : Klusterfuk
- 2012 : E.B.A.H.
- 2012 : Boiling Point
- 2013 : Therapy

## Mixtapes
- 2010 : Bad Season

## Compilations
- 2005 : Vintage Tech
- 2012 : Vintage Tech 2

## Singles
| Année                                                      | Titre | Position dans les charts | Position dans les charts | Position dans les charts | Album                         |
| Année                                                      | Titre | US Hot 100               | US Heat                  | US Rhythmic              | Album                         |
| ---------------------------------------------------------- | --- | ------------------------ | ------------------------ | ------------------------ | ----------------------------- |
| 1996                                                       | "Mitch Bade" | —                        | —                        | —                        | Cloudy-Eyed Stroll/Mitch Bade |
| 1996                                                       | "Cloudy-Eyed Stroll"                                                                                              | —                        | —                        | —                        | Cloudy-Eyed Stroll/Mitch Bade |
| 1999                                                       | "Soul Searchin'"                                                                                                  | —                        | —                        | —                        | Soul Searchin'/Big Bad Wolf   |
| 1999                                                       | "Big Bad Wolf" | —                        | —                        | —                        | Soul Searchin'/Big Bad Wolf   |
| 2001                                                       | "It's Alive" | —                        | —                        | —                        | Anghellic                     |
| 2002                                                       | "Slacker" | —                        | —                        | —                        | Absolute Power                |
| 2003                                                       | "Imma Tell" | —                        | —                        | —                        | Absolute Power                |
| 2004                                                       | "Here Comes Tecca Nina"                                                                                           | —                        | —                        | 40                       | Absolute Power                |
| 2004                                                       | "I'm a Playa" (featuring Krizz Kaliko)                                                                            | —                        | —                        | —                        | Absolute Power                |
| 2006                                                       | "Bout Ta' Bubble"                                                                                                 | —                        | —                        | —                        | Everready (The Religion)      |
| 2007                                                       | "Midwest Choppers" (featuring D-Loc, Dalima & Krizz Kaliko)                                                       | —                        | —                        | —                        | Misery Loves Kompany          |
| 2007                                                       | "Gangsta Shap" (featuring Krizz Kaliko & Kutt Calhoun)                                                            | —                        | —                        | —                        | Misery Loves Kompany          |
| 2008                                                       | "Everybody Move"                                                                                                  | —                        | —                        | —                        | Killer                        |
| 2008                                                       | "Like Yeah" | —                        | —                        | —                        | Killer                        |
| 2009                                                       | "Red Nose" | —                        | —                        | —                        | Sickology 101                 |
| 2009                                                       | "Sickology 101" (featuring Chino XL & Crooked I)                                                                  | —                        | —                        | —                        | Sickology 101                 |
| 2009                                                       | "Nothin'" (featuring Big Scoob & Messy Marv)                                                                      | —                        | —                        | —                        | Sickology 101                 |
| 2009                                                       | "Leave Me Alone"                                                                                                  | —                        | —                        | —                        | K.O.D.                        |
| 2009                                                       | "Show Me a God"                                                                                                   | —                        | —                        | —                        | K.O.D.                        |
| 2009                                                       | "Strange Music Box" (featuring Brotha Lynch Hung & Krizz Kaliko)                                                  | —                        | —                        | —                        | K.O.D.                        |
| 2010                                                       | "O.G." | —                        | —                        | —                        | The Gates Mixed Plate         |
| 2010                                                       | "Jumpin' Jax" (featuring Bishop Young Don, Stevie Stone & Krizz Kaliko)                                           | —                        | —                        | —                        | The Gates Mixed Plate         |
| 2010                                                       | "KC Tea" | —                        | —                        | —                        | The Gates Mixed Plate         |
| 2011                                                       | "Worldwide Choppers" (featuring Busta Rhymes, Ceza, D-Loc, JL of B. Hood, Twista, Twisted Insane, U$O & Yelawolf) | 104                      | 15                       | —                        | All 6's and 7's               |
| 2011                                                       | "He's a Mental Giant"                                                                                             | —                        | —                        | —                        | All 6's and 7's               |
| 2011                                                       | "Mama Nem" | —                        | —                        | —                        | All 6's and 7's               |
| 2011                                                       | "Love Me Tomorrow" (featuring Big Scoob)                                                                          | —                        | —                        | —                        | All 6's and 7's               |
| — indique que le single n'a pas été classé dans les charts | |                          |                          |                          |                               |

## Featurings
Tech N9ne a fait un certain nombre de featurings, dont deux ont fait l'objet d'une sortie single. 
| Année                                                      | Titre | Position dans les charts | Position dans les charts | Album             |
| Année                                                      | Titre | US 100                   | AUS                      | Album             |
| ---------------------------------------------------------- | --- | ------------------------ | ------------------------ | ----------------- |
| 1999                                                       | "The Anthem" (Sway & King Tech feat. Chino XL, Eminem, Jayo Felony, KRS-One, Kool G Rap, Pharoahe Monch, RZA, Tech N9ne & Xzibit) | 68                       | —                        | This or That      |
| 2004                                                       | "I Gotta Know" (FiggKidd feat. Redfoo & Tech N9ne)                                                                                | —                        | 50                       | What Is FiggKidd? |
| — indique que le single n'a pas été classé dans les charts | |                          |                          |                   |

## Productions en collaboration
| Année | Artiste(s)                             | Album                                    | Morceau (x) |
| ----- | -------------------------------------- | ---------------------------------------- | --- |
| 1992  | Pure Dope                              | Pure Dope Will Get You Higher            | "Kansas City (Missouri)" |
| 1997  | Who Wride                              | Who Wride                                | "Same Thing Make U Laugh (Make U Cry)" |
| 1997  | Who Wride                              | Who Wride                                | "They Likes That Shit" |
| 1997  | Who Wride                              | Who Wride                                | "U Owe Me" |
| 1998  | 57th Street Rogue Dog [sic]            | It's On Now                              | "Everyday Life" |
| 1998  | 57th Street Rogue Dog [sic]            | It's On Now                              | "Husslin' Zone (Deadication)" |
| 1998  | 57th Street Rogue Dog [sic]            | It's On Now                              | "It's On Now" |
| 1998  | 57th Street Rogue Dog [sic]            | It's On Now                              | "Let's Get Fucked Up" |
| 1998  | 57th Street Rogue Dog [sic]            | It's On Now                              | "Praise The Lord & Pass The Ammunition" |
| 1998  | 57th Street Rogue Dog [sic]            | It's On Now                              | "Sick 'Em" |
| 1998  | Micah                                  | Now & Forever                            | "Attention All Haters" |
| 1998  | Mr. Stinky                             | Armed Criminal Action                    | "Armed Criminal Action (A.C.A.)" (also featuring Fat-Tone, The Popper and Tone Capone)                                                           |
| 1998  | Snug Brim                              | Center Piece Of The Puzzle               | "7 Sinz" (also featuring D.O.V.E. D.A.W.G. and OME)                                                                                              |
| 1998  | Snug Brim                              | Center Piece Of The Puzzle               | "Mr. Steep Pockets" (also featuring Rich The Factor)                                                                                             |
| 1998  | Various Artists                        | 50 MC's                                  | "Mid Intro: Mad Confusion" (performed with Big Bear)                                                                                             |
| 1998  | Various Artists                        | 50 MC's                                  | "Ready For The Meat Wagon" (performed with Hydro, Ray Dee and Sloppy)                                                                            |
| 1998  | Various Artists                        | Midwest Mobbin'                          | "All Day All Night" (performed with 57th Street Rogue Dog [sic])                                                                                 |
| 1998  | Yukmouth                               | Thugged Out: The Albulation              | "Bumbell" |
| 1998  | Yukmouth                               | Thugged Out: The Albulation              | "Stallion" (also featuring MC Ren) |
| 1998  | Yukmouth                               | Thugged Out: The Albulation              | "Thugged Out" (also featuring Madd Max, Phats Bossi and Poppa L.Q.)                                                                              |
| 1999  | 57th Street Rogue Dog [sic]            | It's On Now: Summer Edition              | "Give Us What We Need" |
| 1999  | 57th Street Rogue Dog [sic]            | It's On Now: Summer Edition              | "Ride 2 Dis" |
| 1999  | 57th Street Rogue Dog [sic]            | It's On Now: Summer Edition              | "Roll Out" |
| 1999  | 57th Street Rogue Dog [sic]            | My Dogs For Life                         | "Boss Doggin'" |
| 1999  | 57th Street Rogue Dog [sic]            | My Dogs For Life                         | "Dogs 4 Life" |
| 1999  | 57th Street Rogue Dog [sic]            | My Dogs For Life                         | "God 4 Give Us" |
| 1999  | 57th Street Rogue Dog [sic]            | My Dogs For Life                         | "Gold Tooth Gangsta Shit" |
| 1999  | 57th Street Rogue Dog [sic]            | My Dogs For Life                         | "Kountafittas" |
| 1999  | 57th Street Rogue Dog [sic]            | My Dogs For Life                         | "Let's Get Fucked Up (Mega Mix)" |
| 1999  | Solé (en)                              | Skin Deep (en)                           | "Ain't Nobody Fuckin' Wit It" |
| 1999  | Sway & King Tech                       | This Or That                             | "The Anthem" (performed with Chino XL, Eminem, Jayo Felony, KRS-One, Kool G Rap, Pharoahe Monch, RZA and Xzibit)                                 |
| 1999  | The Veteran Click                      | The Day We Worldwide                     | "Lyrical Menageatrois" (also featuring Vell Bakardy)                                                                                             |
| 1999  | The Veteran Click                      | The Day We Worldwide                     | "Represent Yo Hood" (also featuring 57th Street Rogue Dog [sic])                                                                                 |
| 2000  | Big Figures                            | Game Tight                               | "Play That Shit" |
| 2000  | C4 Entertainment                       | Blowin' Up The Midwest                   | "Testin'" |
| 2000  | Clout Nine                             | G To The Game                            | "Oochie-Coochie" |
| 2000  | D.O.V.E. D.A.W.G.                      | The Invasion                             | "Hijacked 4 Your Brain" (also featuring Crow) |
| 2000  | D.O.V.E. D.A.W.G.                      | The Invasion                             | "Terror" (also featuring Crow) |
| 2000  | Heavyweights                           | Hik Town Heavyweights                    | "Hard To Make Yo Mail" |
| 2000  | Heavyweights                           | Hik Town Heavyweights                    | "Tech N9ne & Lil' Kim (Skit)" |
| 2000  | Low Life Mafia                         | Riding Deep & Dirty                      | "Who Got Tha Keys (Navi)" (also featuring Spice 1)                                                                                               |
| 2000  | Midwest M.A.F.I.A.                     | Dope Game 2K                             | "Filthy 50's" |
| 2000  | Various Artists                        | Bullethead                               | "Pioneer" (performed by S.M.F.-AD) |
| 2000  | Various Artists                        | Fresh N Rice Mix vol. 1                  | "Critical Mouthpieces" (performed by The Veteran Click)                                                                                          |
| 2000  | Various Artists                        | Twinn City High Rollin'                  | "Life Incognito" (performed by Bakarii) |
| 2001  | Brotha Lynch Hung & C-Bo               | Blocc Movement                           | "187 On A Hook" |
| 2001  | Mr. Stinky                             | The Reinforcement                        | "Death Time Soon Near" (also featuring Mr. Manson)                                                                                               |
| 2001  | Mr. Stinky                             | The Reinforcement                        | "We No Beg Fren" |
| 2001  | Mr. Stinky                             | The Reinforcement (Reissue)              | "Smokin' On G's" (also featuring Fimp The Pimp and Rome)                                                                                         |
| 2001  | Various Artists                        | Live From The Ghetto                     | "Biank Zone" (performed with Don Juan) |
| 2001  | Young Droop                            | Killa Valley: Moment Of Impakt           | "Under Pressure (Remix)" |
| 2001  | Yukmouth                               | Thug Lord: The New Testament             | "Regime Killers 2001" (also featuring Governor Matic, Madd Max, Phats Bossi and Poppa L.Q.)                                                      |
| 2002  | 57th Street Rogue Dog [sic]            | Roguish Ways                             | "King Song 2002 (Still Getting Fucked Up)" |
| 2002  | 57th Street Rogue Dog [sic]            | Roguish Ways                             | "Millinnium Mitch" |
| 2002  | 57th Street Rogue Dog [sic]            | Roguish Ways                             | "Rogue Dog VillNWA" |
| 2002  | 57th Street Rogue Dog [sic]            | Roguish Ways                             | "Thong Thissle" (also featuring IcyRoc Kraven and Sundae)                                                                                        |
| 2002  | 57th Street Rogue Dog [sic]            | Roguish Ways                             | "We Came To Party II" (also featuring Chris Tips and Tonya)                                                                                      |
| 2002  | BG Bulletwound                         | 2 G-D Up                                 | "Mo' Flows" (also featuring Kutt Calhoun) |
| 2002  | Fat-Tone                               | Only In Killa City                       | "Kansas City Niggas Keep It Real" (also featuring Filthy Fattz and Young Fierce)                                                                 |
| 2002  | High Po4mance                          | Acceleration                             | "Don't Trust" |
| 2002  | Hobo Tone                              | Hobolavirus                              | "Hobolavirus" |
| 2002  | Skatterman & Snug Brim                 | Worth A Million                          | "Steep Pockets 2" (also featuring Kutt Calhoun)                                                                                                  |
| 2002  | Skatterman & Snug Brim                 | Worth A Million Promo #1                 | "Throw Your Hands Up" (also featuring Krizz Kaliko)                                                                                              |
| 2002  | Twin Hog                               | So Let It Be Written, So Let It Be Done  | "Giddy Up, Giddy Up" |
| 2002  | Various Artists                        | Hood 2 Hood                              | "Earthquake" (performed with Don Juan) |
| 2003  | Big Hamm                               | Fist Fulla Dollars                       | "Fist Fulla Dollaz" (also featuring E.S.G. and Slick-50)                                                                                         |
| 2003  | Big Hamm                               | Fist Fulla Dollars                       | "Root Of All Evil" (also featuring Txx Will) |
| 2003  | Big Zeke                               | BZP Presents... Da Gumbo vol. 1          | "Don't Hate On Me" (also featuring Skitzo) |
| 2003  | Cassanova                              | Yard Sale                                | "Riddle Tha Middle" (also featuring Skitzo and Ten-10)                                                                                           |
| 2003  | Grant Rice                             | The Grant Rice Empire                    | "So Heavy (Remix)" (also featuring Xta-C) |
| 2003  | Insane Clown Posse                     | Hallowicked 2003                         | "Thug Pit" (also featuring Bone Thugs-N-Harmony, Esham and Kottonmouth Kings)                                                                    |
| 2003  | Kon-Tra-Ban                            | Kon-Tra-Ban                              | "Shit Ain't Sweet" (also featuring T-Boy) |
| 2003  | Mike D. Chill                          | Midwest Connection Sampler               | "Midwest Connection" (also featuring Jesse James)                                                                                                |
| 2003  | T.O.P. Boyz                            | Necessary Roughness                      | "Summertime" |
| 2003  | The Doe Boyz                           | Yoda House Livin'                        | "Gangsta Party" |
| 2003  | Trajik                                 | 1ne Of A Kynd                            | "In My City" (also featuring BoChamp, Hobo Tone and Krizz Kaliko)                                                                                |
| 2003  | Twiztid                                | The Green Book                           | "Serial Killa" |
| 2003  | Vertigo                                | Vertigo                                  | "KCMO" |
| 2003  | X Dash                                 | There Goes The Neighborhood              | "Grin On My Grill" (also featuring Krizz Kaliko and Kutt Calhoun)                                                                                |
| 2003  | Young Suspense                         | Thug Hop                                 | "Yesterday" (also featuring Interwine) |
| 2003  | Yukmouth                               | Godzilla                                 | "Regime Mobstaz" (also featuring Dorasel, Gonzoe, Grant Rice, Krizz Kaliko, Monsta Ganjah and Poppa L.Q.)                                        |
| 2003  | Yukmouth                               | Godzilla                                 | "Somebody Gone Die 2 Nite" (also featuring Benjilino, Hussein Fatal and Tha Realest)                                                             |
| 2004  | Figgkidd                               | This Is Figgkidd                         | "I Gotta Know" (also featuring Red Foo) |
| 2004  | Killa C                                | Tainted Flesh                            | "Die" |
| 2004  | Killa C                                | Tainted Flesh                            | "Downfall" (also featuring Krizz Kaliko) |
| 2004  | Kutt Calhoun                           | B.L.E.V.E.                               | "Goldberg" |
| 2004  | Kutt Calhoun                           | B.L.E.V.E.                               | "Keep It Keeblur" (also featuring Krizz Kaliko)                                                                                                  |
| 2004  | Kutt Calhoun                           | B.L.E.V.E.                               | "N A White Manz Eyez" (also featuring Krizz Kaliko)                                                                                              |
| 2004  | Kutt Calhoun                           | B.L.E.V.E.                               | "Real Sex" |
| 2004  | Lyrycyst                               | Broken Chains                            | "Broken Chains" |
| 2004  | Mr. Stinky                             | Holdin' Court In The Streets             | "Mr. Get Over (Remix)" (also featuring D. Clyce)                                                                                                 |
| 2004  | Potluck                                | Harvest Time                             | "Say What Ya Wanna" |
| 2004  | Project: Deadman                       | Self Inflicted                           | "Access Denied" (also featuring King Gordy) |
| 2004  | Skatterman & Snug Brim                 | Urban Legendz                            | "Lapdance" (also featuring Krizz Kaliko) |
| 2004  | Skatterman & Snug Brim                 | Urban Legendz                            | "Mafioso" (also featuring Greed and Kutt Calhoun)                                                                                                |
| 2004  | Skatterman & Snug Brim                 | Urban Legendz                            | "Pakman" (also featuring Kutt Calhoun) |
| 2004  | Tha Rellez                             | Tha R.E.B.I.R.T.H.                       | "So What Chu' Tellin' Me" |
| 2004  | Various Artists                        | Murder Dog Presents: Kansas City         | "Super [sic]" (performed by 57th Street Rogue Dog [sic])                                                                                         |
| 2004  | Yukmouth                               | United Ghettos of America Vol. 2         | "Kill 'Em Off" (also featuring Gonzoe and Krizz Kaliko)                                                                                          |
| 2005  | D-Loc & Dalima                         | Gillhead Structure                       | "Bang" (also featuring Krizz Kaliko) |
| 2005  | Empire                                 | Crowned                                  | "Ways Of The World" |
| 2005  | E-Skool                                | U Thought I Was Playin'?                 | "Slow Motion" (also featuring Louie Da Saint and The Popper)                                                                                     |
| 2005  | False Prophet Coalition                | Pray For Us: Book II                     | "Saw" |
| 2005  | Grave Plott                            | Puttin' U In                             | "Die Again" |
| 2005  | Insane Clown Posse                     | Forgotten Freshness Volume 4             | "Madhouse" |
| 2005  | Insane Clown Posse                     | Forgotten Freshness Volume 4             | "Thug Pit (Remix)" (also featuring Bone Thugs-N-Harmony, Esham, Kottonmouth Kings)                                                               |
| 2005  | J-Flo                                  | Sick Sick Em                             | "Sick Sick Em" |
| 2005  | Judge D                                | No Compromize                            | "Voicez" |
| 2005  | Kottonmouth Kings                      | Joint Venture                            | "F.T.I. 2 (Let 'Em Know Remix)" |
| 2005  | Kottonmouth Kings                      | No. 7                                    | "F.T.I. 2" |
| 2005  | Okwerdz                                | Random Acts Of Music                     | "Like It Or Not" |
| 2005  | ROC                                    | The Awakening                            | "No Mercy" (also featuring Mario D) |
| 2005  | The Popper                             | Tha "I Do" Remix Disc                    | "I Do (Remix)" (also featuring Boy Big, Fat-Tone, Jeshawn The Fireman and Krizz Kaliko)                                                          |
| 2005  | Tragedy                                | Razorbladez & Hand Grenedez              | "Snuff You" (also featuring Prozak) |
| 2005  | Twiztid                                | Fright Fest 2005 (EP)                    | "Need Some Help" (also featuring Krizz Kaliko and Project: Deadman)                                                                              |
| 2005  | U$O                                    | JegVilGerneDuVilGerneViSkalGerne         | "International Player" |
| 2006  | Ceza                                   | Yerli Plaka                              | "Dark Places" |
| 2006  | Fifth Lane                             | Our Lane Or No Lane!                     | "I Go Again" |
| 2006  | JJ SoSik                               | Demonic 2006-6-6                         | "AZ-2-KC" (also featuring Darkside Immortals) |
| 2006  | Killa C                                | Old Skewl Killa                          | "Intro" |
| 2006  | Potluck                                | Straight Outta Humboldt                  | "Phone Calls (Skit)" (also featuring Cool Nutz, Daddy X (en), Josh's Mom and Yukmouth)                                                           |
| 2006  | Potluck                                | Straight Outta Humboldt                  | "What We Are" (also featuring Krizz Kaliko) |
| 2006  | R.O.B.                                 | Reflection Of Brilliance                 | "Style" (also featuring Dutch) |
| 2006  | Various Artists                        | Humboldt Storms vol. 1: Torrential       | "Say What Ya Wanna (Remix)" (performed by Potluck)                                                                                               |
| 2007  | 57th Street Rogue Dog [sic]            | New World Hustle (Street Edition)        | "It's On Now (Chiefs Remix)" (also featuring Rich The Factor and The Incredible Zig)                                                             |
| 2007  | 57th Street Rogue Dog [sic]            | New World Hustle (Street Edition)        | "Thug Company" |
| 2007  | Hed PE                                 | Insomnia                                 | "Wind Me Up" (also featuring Kottonmouth Kings)                                                                                                  |
| 2007  | Arapahoe T.R.U.E.S.                    | Eternal Flow                             | "We Does That" (also featuring Yukmouth) |
| 2007  | Big B                                  | More to Hate                             | "Million Miles" |
| 2007  | Bizarre                                | Blue Cheese & Coney Island               | "Knock 'Em Out" (also featuring King Gordy) |
| 2007  | Critical Bill                          | Downtown The World                       | "Drinking Game (Skit)" |
| 2007  | Critical Bill                          | Downtown The World                       | "Premium" |
| 2007  | Critical Bill                          | Downtown The World                       | "WTF (Skit)" |
| 2007  | Kottonmouth Kings                      | Cloud Nine                               | "City 2 City" (also featuring Krizz Kaliko) |
| 2007  | Kutt Calhoun                           | Flamez Mixtape                           | "Hit Me Back" |
| 2007  | Kutt Calhoun                           | Flamez Mixtape                           | "Move On" |
| 2007  | R.I.A.                                 | Destruction                              | "Fight" |
| 2007  | Twiztid                                | Independent's Day                        | "Bury 'Em All" (also featuring Krizz Kaliko and Potluck)                                                                                         |
| 2007  | Various Artists                        | Alpha Dog (Soundtrack)                   | "La La Land" (performed with Gina Cassavetes) |
| 2007  | Various Artists                        | Strange Noize Tour                       | "Action" (performed by Kottonmouth Kings) |
| 2007  | Various Artists                        | Strange Noize Tour                       | "Problem Addict" (performed by Kottonmouth Kings)                                                                                                |
| 2007  | X-Clan                                 | Return from Mecca                        | "Respect" |
| 2008  | BG Bulletwound                         | G14 Classified                           | "Bread & Butter" (also featuring Krizz Kaliko and Skatterman)                                                                                    |
| 2008  | BG Bulletwound                         | G14 Classified                           | "What'z Ya Name" (also featuring Grant Rice) |
| 2008  | DJ Clay                                | Let 'Em Bleed: The Mixxtape, Vol. 3      | "Let's Ride" |
| 2008  | Grave Plott                            | The Plott Thickens                       | "Intro (Skit)" |
| 2008  | Grave Plott                            | The Plott Thickens                       | "Snap" |
| 2008  | Ill Bill                               | The Hour of Reprisal                     | "Only Time Will Tell" (also featuring Everlast et Necro)                                                                                         |
| 2008  | J. Win                                 | J. Win Presents Park Boyz                | "Look At Me" (also featuring Krizz Kaliko and Kutt Calhoun)                                                                                      |
| 2008  | DieNasty Records                       | The Live Sick Compilation                | "Killin' It" With Kalibur and Kostik |
| 2008  | Kottonmouth Kings                      | The Green Album                          | "Sex Toy" |
| 2008  | Kredulous                              | Tears Of An Angel                        | "Wild" (also featuring 3rd Degree and Krizz Kaliko)                                                                                              |
| 2008  | Kredulous                              | Tears Of An Angel                        | "Wild (Slantize Remix)" (also featuring 3rd Degree and Krizz Kaliko)                                                                             |
| 2008  | Krizz Kaliko                           | Vitiligo                                 | "Ain't'cha Bitch" |
| 2008  | Krizz Kaliko                           | Vitiligo                                 | "Anxiety" |
| 2008  | Krizz Kaliko                           | Vitiligo                                 | "Crew Cut" (also featuring BG Bulletwound, Kutt Calhoun, Makzilla and Skatterman & Snug Brim)                                                    |
| 2008  | Krizz Kaliko                           | Vitiligo                                 | "Jungle Love" |
| 2008  | Krizz Kaliko                           | Vitiligo                                 | "Rewind" |
| 2008  | Krizz Kaliko                           | Vitiligo                                 | "Slow Down" (also featuring Agginy) |
| 2008  | Krizz Kaliko                           | Vitiligo                                 | "What's Sizzlin'" |
| 2008  | Krizz Kaliko                           | Vitiligo                                 | "Where You Want Me" (also featuring Kutt Calhoun)                                                                                                |
| 2008  | Kutt Calhoun                           | Feature Presentation                     | "I See It" |
| 2008  | Kutt Calhoun                           | Feature Presentation                     | "School Dayz" (also featuring Krizz Kaliko) |
| 2008  | Kutt Calhoun                           | Feature Presentation                     | "Stop Jeffin'" (also featuring BG Bulletwound and Krizz Kaliko)                                                                                  |
| 2008  | Messy Marv                             | Draped Up & Chipped Out 3                | "Salute" (performed with Big Scoob and Krizz Kaliko)                                                                                             |
| 2008  | Monday                                 | 7E                                       | "Cuckoo's Nest" |
| 2008  | Monday                                 | 7E                                       | "Sideshow" (also featuring Dame Dub) |
| 2008  | Mr. Garth-Culti-Vader                  | Unpredictable Individual                 | "Keep It Hott" |
| 2008  | Prozak                                 | Tales From The Sick                      | "Bodies Fall" (also featuring Blaze Ya Dead Homie, Kutt Calhoun, The R.O.C.)                                                                     |
| 2008  | Prozak                                 | Tales From The Sick                      | "Run Away" (also featuring Krizz Kaliko) |
| 2008  | Prozak                                 | Tales From The Sick                      | "Why???" (also featuring Twista) |
| 2008  | Skatterman & Snug Brim                 | Word on tha Streets                      | "Heartbreaker" (also featuring Krizz Kaliko) |
| 2008  | Skatterman & Snug Brim                 | Word on tha Streets                      | "I'm That Nigga" (also featuring Rich The Factor)                                                                                                |
| 2008  | The Popper                             | Here Comes Popper (Tha Mixtape)          | "Kiss This" (also featuring Krizz Kaliko) |
| 2008  | T-Trash                                | Kill Me Now                              | "My Problems" |
| 2008  | Various Artists                        | Strictly Strange '08                     | "No More Me And You" (performed by Krizz Kaliko)                                                                                                 |
| 2008  | Various Artists                        | Strictly Strange '08                     | "Whip It" (performed by Kutt Calhoun) |
| 2008  | Yukmouth                               | Million Dollar Mouthpiece                | "Mobsta Mobsta" (also featuring Ampichino, Dorasel, Freeze, Monsta Ganjah and Tha Realest)                                                       |
| 2009  | Big Scoob                              | Monsterifik                              | "Don't Get Stomped" |
| 2009  | Big Scoob                              | Monsterifik                              | "Freaks Of The Industry" [Bonus Track] (also featuring Krizz Kaliko & Kutt Calhoun)                                                              |
| 2009  | Big Scoob                              | Monsterifik                              | "Monsterifik" (also featuring Krizz Kaliko) |
| 2009  | Big Scoob                              | Monsterifik                              | "Salue" |
| 2009  | Big Scoob                              | Monsterifik                              | "Stik @ Move" (also featuring Bakarii, Krizz Kaliko & Txx Will)                                                                                  |
| 2009  | Dalima                                 | Tha Hangover                             | "Talkin' Shit" |
| 2009  | Grewsum                                | Unknown                                  | "Where's My Head At" |
| 2009  | Hed PE                                 | New World Orphans                        | "Work On This" |
| 2009  | Killa C                                | Bound In Chains                          | "6 Ways from Sunday" (also featuring Haystak, Spice-1, Bizarre of D12, and Skatterman)                                                           |
| 2009  | Killa C                                | Bound In Chains                          | "Garden Snakes" |
| 2009  | Krizz Kaliko                           | Genius                                   | "Be Right Back" (also featuring Big Scoob) |
| 2009  | Krizz Kaliko                           | Genius                                   | "Get Off" |
| 2009  | Krizz Kaliko                           | Genius                                   | "Happy Birthday" |
| 2009  | Krizz Kaliko                           | Genius                                   | "Hum Drum" |
| 2009  | Krizz Kaliko                           | Genius                                   | "So High" (also featuring Kutt Calhoun) |
| 2009  | L.O.C.                                 | Melankolia/XxxCouture (Digital Bonus)    | "Bare en Pige/Just a Girl" |
| 2009  | Liquid Assassin                        | Apocalypse                               | "Serious" (also featuring Black Pegasus) |
| 2009  | Grewsum                                | Unknown                                  | "Where My Head At" |
| 2009  | Messy Marv                             | Draped Up And Chipped Out vol. 4         | "Gain Green" (performed with Big Scoob & Krizz Kaliko)                                                                                           |
| 2009  | Mims                                   | Guilt                                    | "Rock 'n Rollin'" |
| 2009  | Paul Wall                              | Fast Life                                | "Sumn' Like A Pimp" (also featuring Krizz Kaliko)                                                                                                |
| 2009  | Short Dawg Tha Native                  | The Black Sheep                          | "Road Warrior" (also featuring Kutt Calhoun) |
| 2009  | Short Dawg Tha Native                  | The Black Sheep                          | "Whatcha Wanna Do" |
| 2009  | Stevie Stone                           | New Kid Comin                            | "Midwest Explosion" |
| 2009  | Swollen Members                        | Armed to the Teeth                       | "Bollywood Chick" |
| 2009  | The Undergods (Canibus & Keith Murray) | Canibus & Keith Murray are the Undergods | "Show Em What Crazy Is" |
| 2009  | Twista                                 | B-Side Track from Category F5            | "Problems" |
| 2009  | Yukmouth                               | The West Coast Don                       | "Sum Dem Murder" (also featuring Ampichino, Gonzoe, Kenny Kingpin and Tha Realest)                                                               |
| 2010  | A.F.F.I.L.I.A.T.E.S.                   | Tha Next Dynasty                         | "Affiliated" (also featuring San Quinn) |
| 2010  | Bizarre                                | Friday Night at St. Andrews              | "Believer" |
| 2010  | Brotha Lynch Hung                      | Dinner and a Movie                       | "Don't Worry Momma It's Just Bleeding" (also featuring Krizz Kaliko, C-Lim, BZO, et Gmacc)                                                       |
| 2010  | Cognito                                | Automatic                                | "Born 2 Be Fly" (also featuring Krizz Kaliko) |
| 2010  | Cognito                                | Automatic                                | "Hip-Hop" (also featuring B-Legit) |
| 2010  | Cognito                                | Automatic                                | "Strangers" (also featuring Big Scoob, Kutt Calhoun, Loki et Stevie Stone)                                                                       |
| 2010  | Cognito                                | Automatic                                | "Violated" (also featuring Krizz Kaliko) |
| 2010  | Jordan~Jay                             | The Feature Presentation                 | "Think They Know Me" (also featuring Layzie Bone)                                                                                                |
| 2010  | Kottonmouth Kings                      | Long Live The Kings                      | "Party Monster" |
| 2010  | Krizz Kaliko                           | Shock Treatment                          | "Elevator" |
| 2010  | Krizz Kaliko                           | Shock Treatment                          | "Get Around" |
| 2010  | Krizz Kaliko                           | Shock Treatment                          | "Tonight" [Bonus Track] (also featuring Kutt Calhoun)                                                                                            |
| 2010  | Kutt Calhoun                           | Raw and Un-Kutt                          | "Naked (Boom Boom Room)" (also featuring Krizz Kaliko)                                                                                           |
| 2010  | Kutt Calhoun                           | Raw and Un-Kutt                          | "Somethin's Gotta Give" |
| 2010  | Lil Hype                               | Stuck on Broke (Soundtrack)              | "I'm Gucci" (also featuring Krizz Kaliko, Kutt Calhoun, et Makzilla)                                                                             |
| 2010  | Matic Lee                              | D.O.A. EP                                | "Jump Around The Room" (also featuring Young Lucci)                                                                                              |
| 2010  | Sway & King Tech                       |                                          | "2010 Wake Up Show Anthem" (also featuring B-Real, Crooked I, DJ Jazzy Jeff, DJ Qbert, DJ Revolution, Kam Moye, Locksmith, Ras Kass, RZA & Tajai |
| 2010  | Three 6 Mafia                          | Laws of Power                            | "Shots After Shots" |
| 2011  | Big Scoob                              | Damn Fool                                | "Drunk & Stupid" |
| 2011  | Big Scoob                              | Damn Fool                                | "I Move with the Night" (also featuring T-Nutty)                                                                                                 |
| 2011  | Big Scoob                              | Damn Fool                                | "Spotlight" |
| 2011  | E-40                                   | Revenue Retrievin': Graveyard Shift      | "Fried" (also featuring Marty James) |
| 2011  | Jay Rock                               | Follow Me Home                           | "Kill or Be Killed" (also featuring Krizz Kaliko)                                                                                                |
| 2011  | Joell Ortiz                            |                                          | "Night Train (Remix)" (also featuring Bun B and Novel)                                                                                           |
| 2011  | Lil Wayne                              | Tha Carter IV                            | "Interlude" (also featuring Andre 3000) |
| 2011  | The Popper                             | For the MO (Compilation)                 | "For the MO" (also featuring Ron Ron and Donta Slusha)                                                                                           |
| 2011  | Travis Barker                          | Give the Drummer Some                    | "Raw Shit" (also featuring Bun B) |
| 2011  | Yukmouth                               | The Tonight Show: Thuggin & Mobbin       | "Go Nutz" (also featuring The Grouch) |
| 2011  | Brotha Lynch Hung                      | Coathanga Strangla                       | "ICU" |
| 2011  | Outlawz                                | Perfect Timing                           | "New Years" |